# سیارک ۵۳۰۶
سیارک ۵۳۰۶ (به انگلیسی: 5306 Fangfen، نامگذاری:1980BB) پنج هزار و سیصد و ششمین سیارک کشف شده‌است که در ۲۵ ژانویه ۱۹۸۰ کشف شد.
قدر مطلق سیارک برابر ۱۲٫۳۰ است.